# Parabel (Fluss)
Die Parabel (russisch Парабе́ль) ist ein 308 Kilometer langer linker Nebenfluss des Ob im Westsibirischen Tiefland in Russland.

## Verlauf
Die Parabel entsteht beim Dorf Ust-Tschusik in 62 m Höhe aus den Quellflüssen Tschusik von links und Kjonga von rechts, die ihre Ursprünge in den Sümpfen der Wassjuganje im südlichen Zentralteil des Westsibirischen Tieflandes haben. Der Name des Flusses hat nichts mit dem aus dem Altgriechischen abgeleiteten Wort Parabel zu tun; dieses wird im Russischen zudem mit parabola wiedergegeben.
Die Parabel durchfließt die flache Taigalandschaft links des Ob, auf dem Territorium des Rajons Parabel der Oblast Tomsk, stark mäandrierend zunächst in nördlicher Richtung und wendet sich dann allmählich nach Nordosten bis Osten. Bei Erreichen der Flussaue des Ob teilt sich der Fluss in zwei Arme. Der rechte Arm mündet nach gut 8 km beim nach dem Fluss benannten Dorf Parabel in den Ob; je nach Wasserstand kann auch das Wasser des Ob durch diesen Arm in umgekehrter Richtung zur Parabel fließen. Der linke Arm fließt noch auf weiteren 50 km Luftlinie in nordwestlicher Richtung etwa parallel und 10 bis 20 km entfernt vom Ob, bevor er sich schließlich – bereits auf dem Territorium des Rajons Kargassok – nochmals in zwei Arme teils, die wenig später am Rand des Dorfes Kargassok sowie 7 km oberhalb bei 46 m Höhe in den Ob münden.
Die wichtigsten der Vielzahl von kleineren Zuflüssen der Parabel sind Karsa und Sotschiga (Seltschiga) von rechts sowie Omelitsch (Jemeldscha), Tscharus, Werchnjaja Senkina (Obere Senkina), Nischnjaja Senkina (Untere Senkina), Tissat und Ponigadka von links, wobei Letztere in den Unterlauf des linken Mündungsarms der Parabel mündet.

## Hydrographie
Das Einzugsgebiet der Parabel umfasst 25.500 km². Im Unterlauf erreicht der Fluss eine Breite von über 100 m bei einer Tiefe von 2,5 m; die Fließgeschwindigkeit beträgt 0,5 m/s.
Der Fluss gefriert zwischen der zweiten Oktoberhälfte bis ersten Novemberhälfte und Ende April bis Mai, worauf ein bis August andauerndes Hochwasser folgt. Die Wasserführung der Parabel 153 km oberhalb der Mündung beträgt im Jahresdurchschnitt 87,6 m³/s bei einem Minimum von 25,8 m³/s im März und einem Maximum von 316 m³/s im Mai.

## Infrastruktur
Der Fluss ist auf seiner gesamten Länge schiffbar; als Binnenwasserstraße gelten jedoch nur 225 km, da der Schiffsverkehr über den kurzen rechten Mündungsarm beim Dorf Parabel geführt wird, während der Unterlauf bzw. linke Mündungsarm nicht regulär befahren werden. Die Quellflüsse des Parabel sind ebenfalls schiffbar (Tschusik 210 km, Kjonga 122 km).
Das durchflossene Gebiet ist im sibirischen Maßstab relativ dicht besiedelt. Am Fluss liegen neben Parabel und Kargassok die Ländlichen Siedlungen Stariza und Nelmatsch mit einer Reihe von Ortsteilen. Diese sind größtenteils auch auf dem Landwege erreichbar. Im Oktober 2000 wurde eine 225 Meter lange Straßenbrücke über die Parabel oberhalb des gleichnamigen Dorfes eröffnet, die den Rajon Kargassok an das russische Straßennetz anschließt.